# Tjeldsund
Tjeldsund je občina v okrožju Troms og Finnmark na Norveškem. Jugozahodni del občine je del tradicionalnega okrožja Ofoten, preostali del občine pa je del osrednjega Hålogalanda.
1. ↑  »Forskrift om målvedtak i kommunar og fylkeskommunar« (v norveščini). Lovdata.no.